# Римське завоювання Іспанії
Ри́мське завоюва́ння Іспа́нії (італ. Conquista romana da Hispânia) — 200-літній процес підкорення Стародавнім Римом Піренейського півострова, який римляни називали Іспанією. Поділялася на декілька етапів: Друга Пунічна війна (218—201 до н.е.), Перша Кельтіберська війна (181—179), Друга Кельтіберська війна (154—151), Лузітанська війна (155—139),  Нумантинська війна (143—133), Серторіанська війна (80—72), Кантабрійські війни (29—19). Завершився перемогою Риму та включенням півострова до Римської держави. Також — римське завоювання Піренейського півострова, римське завоювання Іберії.

## Передмова
Фінікійці (а пізніше — карфагеняни) почали відвідувати Піренейський півострів задовго до Першої Пунічної війни, між VIII і VII ст. до н. е. Їхня активність концентрувалася переважно на півдні півострова та на східному узбережжі південніше річки Ібер (сучасна Ебро). В цих прибережний регіонах вони заснували велику кількість торговельних баз з метою вивозу мінеральних та інших ресурсів дороманської Іспанії на ринки античного Середземномор'я. Ці невеликі бази рідко являли собою щось більше, ніж побудований біля причалу товарний склад, проте вони робили можливим не тільки вивіз сировини, але й впровадження ремісничих виробів зі східного Середземномор'я серед місцевих жителів, створюючи дедалі потужніший вплив античної цивілізації на культури корінного населення півострова і сприяючі запозиченню ними певних культурних рис.
Найпотужнішого культурного впливу зазнали племена іберів, які населяли схід і південь країни і, ймовірно, були нащадками давнього первісного населення Іспанії; їх мова не належала до індоєвропейської сім'ї. До V ст. до н. е. серед них вже склалося структуроване суспільство зі значною соціальною стратифікацією, і до 600 р. до н. е. вже почали виникати укріплені міські центри, які організовувалися за прикладом прибережних фінікійських та грецьких колоній. Іберійська культурна область на сході зоставалася політично роздробленою; на півдні в долині Бетісу (сучасний Гвадалквівір) подекуди виникали більші державні утворення, наприклад, згадуване Геродотом Тартесське царство (яке розпалося близько 550 р. до н. е.).
У внутрішніх районах півострова, на заході і північному заході вплив античних середземноморських цивілізацій був значно слабкішим, і місцеве населення жило переважно невеликими селами, займаючись сільським господарством і скотарством. Центр і захід країни займали кельти, які з'явилися тут з-за Піренеїв приблизно в VII ст. до н. е., північний захід — предки сучасних басків. Кельтські племена, що населяли внутрішні плато на півночі центральної частини півострова, мали тісні контакти з іберами на сході і запозичили від них багато культурних рис, зокрема використання гончарного круга, характерний стиль кам'яних статуеток кабанів та биків, а також іберський алфавіт, однак міські центри в цієї області почали виникати лише в II ст. до н е.
В VI ст. на північ Піренейського півострова почали проникати греки з Массілії (сучасній Марсель), першої грецької колонії на заході Середземного моря. Вони заснували на півночі півострова міста Емпоріон і Роде, і також почали розбудовувати мережу торговельних постів по всьому східному узбережжю Іспанії; їх головним інтересом, безперечно, була торгівля, а не колонізація. Незважаючи на грецьку активність, значна частина їх торгівлі відбувалася через фінікійських, а пізніше — карфагенських посередників, котрі торгували на півострові грецькими виробами і вивозили звідси сировину для перепродажі в Греції.
Коли Карфаген, головна торговельна держава Західного Середземномор'я, почав поширювати сферу своїх комерційних інтересів на Сицилію і південь Апеннінського півострова, це викликало незадоволення Риму, який швидко набирав силу і вплив в регіоні. Цей конфлікт мав спочатку суто економічний, а не територіальний характер — могутність Карфагенської держави базувалася на контролі торговельних шляхів його потужним флотом; Карфаген ніколи не мав ні бажання, ані достатньої військової сили для завоювання і утримання під своєю владою значних територій. Зростаючі протиріччя між двома найпотужнішими державами регіону вилилися в Пунічні війни. Перша Пунічна війна не визначила остаточного переможця, але породила смертельну ворожнечу між двома культурами, котра виплеснулася в Другу Пунічну війну, яка тривала 12 років і принесла Риму контроль над півднем та сходом Піренейського півострова. Пізніше Карфаген зазнав остаточної поразки від Риму в битві при Замі і назавжди зійшов з історичної сцени.
Незважаючи на подолання свого основного суперника в регіоні, повний контроль над усім Піренейським півостровом Рим зумів встановити лише двома сторіччями пізніше, своєю захватницькою політикою збудивши ворожнечу практично всіх народів, що населяли його внутрішні області. Вважається, що зловживання самих римлян і їх пригнічення тих народів, які відразу підкорилися Риму, найбільшою мірою відповідальні за зростання антиримських почуттів серед решти населення півострова. Після років кривавих війн корінні народи Іспанії були остаточно розчавлені під валом римського воєнного тиску та культурної асиміляції і зникли з арени історичних подій, але раніше явили історії яскравий приклад шаленого і безнадійного опору перед лицем незрівнянно сильнішого ворога.

## Карфагенська Іспанія
Після Першої Пунічної війни карфагенський генерал Гамількар Барка, який набув політичного впливу під час війни, разом з синами Ганнібалом і Гасдрубалом розпочали кампанію по підкоренню Піренейського півострова і зміцненню прямого карфагенського контролю над значною його частиною, зокрема півднем і східним узбережжям. Місцеві племена підкорялися за допомогою підкупу, укладення воєнних альянсів та шлюбних союзів, чи грубою військовою силою. Підкорені племена, в свою чергу, слугували важливим джерелом поповнення карфагенської армії, котра залучала до себе підрозділи союзних племен, а також набирала найманців серед місцевих жителів. Серед тубільного війська особливої слави набули підрозділи ілергетів, а також легендарних балеарських пращників. За допомогою цього війська Карфаген міг протистояти Риму і зміцняти свою владу на півночі Африки. Такий розвиток подій розцінювався Римом як загроза його владі і як достатній привід для вторгнення в Іспанію.

### Сагунтська криза і Друга Пунічна війна
Друга війна між Карфагеном і Римом виникла з суперечки за контроль над Сагунтом, грецьким прибережним містечком, розташованим на східному узбережжі поблизу сучасної Валенсії. Десь близько 225 року до н. е. римляни склали з Гамількаром угоду, яка обмежувала сферу карфагенського впливу територією на південь від річки Ебро, а також гарантувала незалежність Сагунту. Однак в 219 р. до н. е. Ганнібал обложив місто після того, як внаслідок політичної кризи в ньому спалахнув внутрішній конфлікт і в збройних сутичках були вбиті прихильники прокарфагенської партії. Місто звернулося за допомогою до Рима, але не отримало її. Після тривалої облоги і кривавих боїв, під час одного з яких Ганнібала було важко поранено, карфагенська армія взяла місто штурмом попри героїчний опір городян. Місто було практично повністю знищено, спочатку карфагенянами під час облоги, а потім самими його жителями. Багато з сагунтійців заподіяло собі смерть, щоб не бути проданими карфагенянами в рабство. Рим, розлючений діями карфагенян, звернувся до карфагенського уряду з вимогою видачі Ганнібала як порушника договору і виводу війська з Сагунтуму; Карфаген відмовився, і римський сенат оголосив війну.

### Початок війни
Морські шляхи в той час надійно контролював римський флот. Тому по завершенні Сагунтської облоги на початку літа 218 р. до н. е. Ганнібал перетнув Ебро з метою дістатися до Італії посуху, і провів літо цього року, завойовуючи іспанські області на північ від річки. Підкоривши іберійські племена, але не чіпаючи грецьких міст на узбережжі, наприкінці літа він вирушив через південну Галлію і Альпи до Італії, очолюючи армію численністю майже 100000 вояків (за іншими оцінками — близько 60000). Свого молодшого брата Гасдрубала з 15000 війська він поставив охороняти карфагенські володіння на південь від Ебро; Ганнон (імовірно, племінник Ганнібала) з 11000 війська залишився утримувати тільки-но підкорену північ Іспанії.
Тим часом римське військо численністю близько 22000 і очолене консулом Публієм Корнелієм Сципіоном було надіслано морем до Массілії в південній Галлії з наказом перехопити армію Ганнібала. Висланий з Массілії на північ вверх по Роні кавалерійський патруль зіштовхнувся з загоном нумідійської кінноти з ар'єргарду Ганнібала і розбив його, дізнавшись про те, що основні сили армії пройшли цією місцевістю три дні тому. Публій Сціпіон відплив назад до Італії для організації оборони, але більшість війська зі своїм старшим братом Гнеєм Сціпіоном на чолі натомість відіслав морем до Іспанії, щоб зв'язати карфагенські сили, які поки що залишалися там, і не дати їм підтримати італійську армію Ганнібала. Цей сміливий стратегічний маневр відіграв вирішальну роль в перемозі римлян в цієї війні, яка в перші роки складалася зовсім не на їх користь.

## Римське вторгнення
Місцем першої висадки римлян на Піренейському півострові стало грецьке місто Емпоріон на півночі Іспанії біля підніжжя Піренейських гір. Першою задачею римських сил вторгнення був пошук союзників серед місцевих жителів. Вони склали союзні угоди з ватажками деяких іберських племен узбережжя, але привернути на свою сторону більшість іберів римлянам, імовірно, не вдалося; наприклад, відомо про те, що плем'я ілергетів, найсильніше плем'я на північ від Ебро, залишилося вірним карфагенянам. Втім, шляхом складення угод чи з застосуванням військової сили Гней Сципіон швидко здобув контроль над всім іспанським узбережжям північніше Ебро, включаючи місто Таракон (сучасна Таррагона), в якому він влаштував свою резиденцію.

### Битва при Циссі
Перша важлива битва між римською і карфагенською арміями відбулася в 218 році до н. е. біля поселення Цисса на південь від Таракона. Гней Сципіон, маючи двократну перевагу над військом Ганнона, без проблем розбив його. Карфагеняни втратили в цієї битві 6000 вбитими, і ще 2000 було захоплено в полон, в тому числі сам Ганнон, а також ватажок ілергетів Індібіла (який в майбутньому створить римлянам багато проблем). Гасдрубал, який зі своєю армією поспішав на з'єднання з Ганноном, прибув запізно і не рішився атакувати головні сили римлян. Замість цього він перетнув Ебро і здійснив кавалерійський рейд в тил римлян. Після цього Гасдрубал був змушений відтягнути свої сили назад за Ебро і відступити до своєї столиці Нового Карфагена (сучасна Картахена); римляни відійшли до Таракона і зайнялися його укріпленням. Перемогою при Циссі римляни зміцнили свій престиж серед довколишніх іберських племен; позиції карфагенян значно похитнулися.

### Просування на південь
Навесні 217 року до н. е. біля гирла Ебро відбулася морська битва між флотами Гнея Сципіона і Гасдрубала Барки, в якій карфагеняни зазнали нищівної поразки, втративши три чверті свого флоту; завдяки цієї перемозі римський флот здобув повну гегемонію на морі, яка тривала до кінця війни. Контроль морських шляхів римлянами і морська блокада карфагенських портів на іспанському узбережжі відіграли значну роль в послабленні армії Ганнібала, яка протистояла римлянам в Італії
Після перемоги при Ебро з Італії прибуло підкріплення, очолене Публієм Сципіоном (в чині проконсула Іспанії), яке зробило можливим римське просування на південь в напрямку Сагунта.
Брати Сципіони сильно укріпили місто Таракон і влаштували тут воєнну гавань. Фортечна стіна, імовірно, була побудована на фундаменті циклопічної споруди давніх часів; позначки іберійських каменярів на кам'яних брилах, з яких вона була складена, дозволяють зробити висновок, що на будівництві широко використовувалася місцева робоча сила.
Весь 216 рік як римляни, так і карфагеняни були більше зайняті консолідацією своїх іспанських володінь, ніж боротьбою між собою. Брати Сципіони воювали з Індібілом і його ілергетами, карфагеняни приборкували племена тартезіїв. В 215 році карфагеняни отримали підкріплення на чолі з Гімільконом, і біля гирла Ебро відбулася ще одна битва, яка отримала назву битви при Дертосі. Цього разу перемога також була на боці римлян, які знову не дозволили Гасдрубалу надати підтримку силам Ганнібала в Італії в критичний для нього час. Гасдрубал зазнав настільки значних втрат, що Карфаген був змушений направити до Іспанії сильне підкріплення, очолене Магоном Баркою (третім, молодшим сином Гамількара Барки), яке початково призначалося для підсилення італійської армії Ганнібала, що не дозволило тому зібрати достатньо сил для вирішального удару по Риму після битви при Каннах.
Повстання Сіфака, на той час союзного Риму, в західній Нумідії змусило Гасдрубала з більшістю війська в 214 році повернутися до Африки, залишивши ініціативу на іспанському театрі воєнних дій римлянам. В Африці Гасдрубал підтримав суперника Сіфака, ватажка східних нумідійців Галу, і при підтримці його і його сина Масінісси наніс Сіфаку важку поразку. В 211 році Гасдрубал повернувся до Іспанії, привівши з собою численне військо нумідійської кінноти з Масініссою на чолі.
В той же час, десь між 214 і 211 роками брати Сципіони здійснили похід вглиб країни вверх по Ебро; принаймні, достовірно відомо, що в 211 році до складу римського війська входив багатотисячний контингент найманців-кельтіберів, які жили у внутрішніх областях півострова. У 212 році війська Сципіонів захопили місто, з якого почалася ця війна, Сагунт, використавши його як базу для подальшого просування на південь Іспанії. Втім, і римлянам, які декілька років не мали підкріплень, і карфагенянам, зайнятим африканськими справами, бракувало сил для вирішального наступу, і бойові дії в цей період мали локальний характер.

### Загибель Сципіонів і тимчасова поразка римлян
Станом на початок 211 року до н. е. карфагенські сили були розділені на три армії; перши дві очолювали брати Гасдрубал і Магон Барка, третьою командував Гасдрубал Гіскон, син карфагенського генерала Ганнібала Гіскона, що загинув під час Першої Пунічної війни. Римляни, в свою чергу, також розділили своє військо на три частини, щоб протистояти карфагенянам; двома римськими арміями командували Гней і Публій Сципіони, третю очолив Тит Фонтей. В 211 році римляни почали новий наступ на південь, який закінчився для них катастрофою і загибеллю братів Сципіонів; римські сили в Іспанії опинилися на межі повної поразки.
Сципіони вирішили розгромити карфагенські армії поодинці; однак сили трьох карфагенських армій булі майже однакові, і для здобуття тактичної перемоги над будь-якою з них римляни повинні були небезпечно ослабити військо, що протистояло двом іншим. Гней Сципіон виступив проти Гасдрубала, маючи над ним майже подвійну кількісну перевагу; Публій вирушив проти Магона. Незважаючи на перевагу римлян, Гасдрубалу пощастило витримати їх натиск і зупинити римський наступ: він дізнався, що більшість на римського війська, що йдуть на нього, складається з іберійських найманців, завдяки чому він зміг їх перекупити, пообіцявши більшу платню, а Гней Сципіон залишився з порівняно невеликим контингентом італійських легіонерів. Після цієї втрати Сципіону не залишилося нічого іншого окрім повільного відступу на північ під безперервними атаками карфагенян.
Тим часом об'єднані сили Гасдрубала Гіскона і Магона Барки, підтримані нумідійцями Масінісси, перехопили в верхів'ях Бетісу (Гвадалквівіру) військо Публія Сципіона. В ході битви при Кастулоні (біля сучасного Лінареса) римське військо було оточене і майже повністю знищене; серед загиблих був і сам Публій Сципіон.
Після розгрому війська Публія Сципіона карфагеняни почали стягувати сили проти армії Гнея. Їм вдалося перерізати йому шляхи відступу; римляни були змушені зупинитися і прийняти бій неподалік від Ілорки. Об'єднані карфагенські сили взяли наспіх укріплений табір римлян на вершині високого пагорба приступом і знищили римське військо. Під час битви при Ілорці, через декілька днів після загибелі Публія Сципіона під Кастулоні, така ж доля спіткала і його брата Гнея.
Карфагеняни вже готувалися до переправи через Ебро, але були відкинуті від річки Луцієм Марцієм Септимієм, римським офіцером, який був обраний військом командувачем після загибелі Сципіонів.[джерело?]
Карфагенська перемога стала несподіванкою для обох сторін. Карфагеняни, які раптом здобули ініціативу на іспанському театрі бойових дій, виявилися неспроможними скористатися нагодою і розвинути успіх. Вони могли надіслати підкріплення італійській армії Ганнібала чи підсилити іспанське угруповання і рішучим ударом вигнати римлян з Піренейського півострова, створивши загрозу Італії з півночі; замість цього карфагеняни провели кілька наступних місяців, зміцнюючи свої позиції на півдні Іспанії, давши римлянам час, щоб схаменутися. Рим, хоча й був спочатку шокований нищівною поразкою і загибеллю своїх генералів, відповів на неї рішуче: сенат негайно відрядив до Іспанії Клавдія Нерона з військом для зміцнення римських гарнізонів, які ще залишалися в Іспанії. Римські перемоги під Сиракузами на Сицилії і під Капуєю в Італії дозволили римлянам звільнити частину війська для підсилення іспанської армії і скласти план подальшої кампанії в Іспанії, де наприкінці 211 року ситуація повністю повторювала 218 рік: римські сили під командуванням Марція Септима і Клавдія Нерона закріпилися на півночі від Ебро, тоді як карфагеняни знову контролювали всю центральну і південну Іспанію.
В 210 році римський сенат призначив верховним командувачем в Іспанії Публія Корнелія Сципіона молодшого, сина загиблого при Кастулоні генерала, незважаючи на його молодість (25 років) і відсутність необхідного для такого призначення досвіду перебування на посадах претора чи консула. Протягом наступних чотирьох років він виявився спроможним не тільки утримати римські позиції в Іспанії і запобігти підтримці з Іспанії італійської армії Ганнібала, але й відновити наступальну стратегію своїх батька та дяді і повністю очистити Іспанію від карфагенян, а потім, очоливши об'єднане римське військо, нанести їм остаточну поразку при Замі, за яку був подарований римським сенатом почесним званням Африканський.

### Сципіон Африканський
Публій Сципіон молодший відплив до Іспанії з 11000 війська і, як його батько вісім років тому, висадився в Емпоріях. Об'єднавши італійський контингент з римськими силами, що перебували в Іспанії, він почав кампанію проти карфагенян з армією кількістю 28000 піхоти і 3000 кінноти і не отримував підкріплень до самого кінця війни.
Зі своєї бази в Тарраконі Сципіон негайно почав зміцняти бойовий дух римського війська і заручатися підтримкою місцевих племен, складуючи з ними альянси. Протягом зими 210/209 років він здійснив декілька розвідувальних рейдів вглиб карфагенської території і дізнався, що військо карфагенян не тільки зостається розділеним на три армії, але й через наявні між їх командувачами суперечки вони діють нескоординовано. Армія Гасдрубала Барки знаходилася в верхів'ях Тахо, армія Гасдрубала Гіскона — далеко на заході в Лузітанії, в районі сучасного Лісабону, армія Магона Барки перебувала в районі Гібралтарської протоки. Хоча кількість кожної з карфагенських армій майже дорівнювала кількості всього римського війська, вони знаходилися далеко одна від одної і від своєї основної бази — Нового Карфагену, з захоплення якого майбутній Сципіон Африканський почав свою іспанську кампанію.
На початку 209 року до н. е. Сципіон перетнув з військом Ебро і обложив столицю карфагенської Іспанії з суші і моря. Укріпивши свої позиції проти атаки з тилу наразі підходу основних сил карфагенської армії, римляни почали готуватися до штурму міста. Після двох невдалих лобових атак Сципіон вдався до тактики одночасного штурму фортеці з декількох напрямків, знаючи, що гарнізон міста занадто малий, щоб ефективно контролювати весь периметр. Завдяки низькому рівню води в лагуні, який оголив північну стіну, висаджений з кораблів десант зміг атакувати з несподіваного напрямку і вдертися до міста. Надзвичайно низький відплив в лагуні, який був спричинений, імовірно, сильним вітром з берега, справив велике враження на римських солдатів, які дійшли висновку, що їх командувачу допомагає сам бог морів Нептун. Римляни почали в місті різанину населення, придушуючи останні осередки опору, однак коли карфагенський гарнізон на чолі з Магоном (тезкою командувача однієї з армій) кинув зброю і здався, Сципіон наказав припинити насилля.
Захоплення Нового Карфагену не тільки дало римлянам плацдарм в самому серці карфагенської Іспанії; римляни захопили тут карфагенський арсенал з великою кількістю зброї, воєнних матеріалів і припасів, в яких вони відчували велику потребу, а також здобули місцеві срібні рудники, чудову гавань і міцну базу для своїх подальших операцій на півдні Іспанії; окрім цього, в Новому Карфагені римляни захопили іспанських заручників, яких карфагеняни утримували для забезпечення лояльності іберських племен. Звільнення заручників дозволило Сципіонові привернути на свою сторону ватажків багатьох племен, що до сих пір підтримували карфагенян, зокрема Індібіла, ватажка ілергетів, і Мандонія, ватажка аусетанів — племен, які жили біля підніжжя Піренеїв на півночі країни і постійно загрожували комунікаціям римлян, а також ватажка едетанів Едекона. Втім, візерунок підтримки і опору серед місцевих племен був надзвичайно складний; іберське суспільство не мало центральної влади, і кожне плем'я самостійно вирішувало, кого йому підтримати, часто міняючи свою позицію декілька разів в ході війни.
Поводження Сципіона з населенням міста по закінченні облоги і штурму було для тих часів винятково м'яким. Карфагенські громадяни були відпущені, і їм було дозволено забрати з собою своє майно. Ремісникам була обіцяна свобода, якщо вони продовжать працювати на користь римської армії. Серед місцевих мешканців Сципіон також набрав велику кількість веслярів для кораблів ескадри і солдатів для допоміжних підрозділів армії, збільшивши кількість свого війська і показавши, що він ставиться до місцевого населення як до союзників, а не ворогів.
Укріпивши Новій Карфаген і залишивши в ньому сильний гарнізон, Сципіон відвів основну частину своєї армії назад до Тарракона, щоб не дати карфагенянам перерізати його розтягнуті комунікації. Решту 209 року він присвятив тренуванню війська. Карфагеняни, не маючи морського флоту, були неспроможні відібрати свою столицю у римлян; до того ж вони мали докладати значних зусиль, утримуючи в підкоренні своїх іспанських союзників, щоб не дати їм перебігти на бік римлян. Фактично, захопленням Нового Карфагену римляни досягли в Іспанії того, що раніше вдалося здійснити Ганнібалу в Італії — підбурити місцеве населення проти традиційних володарів. Коли Гасдрубал почав збирати армію для підтримки Ганнібала в Італії, Сципіон заздалегідь дізнався про це за допомогою широкої мережі інформаторів і шпигунів. На початку 208 року до н. е. армія Сципіона вирушила на південь до Бекули, щоб перехопити карфагенян зненацька.
В битві при Бекулі від 40000 до 50000 римського війська зустрілися з 30000 карфагенян. Карфагеняни зазнали при Бекулі великих втрат (від половини до двох третин своєї армії), але, хоча ця битва вважається перемогою римлян, Гасдрубал зумів з рештою війська організовано відступити вглиб країни і продовжити планований похід до Італії, обравши маршрут, який обминав Піренеї з заходу, щоб уникнути римських фортець на північному сході країни.
Сципіон вважав безглуздям похід на північ по гористій місцевості, населеній ворожими племенами, маючі в тилу дві інші карфагенські армії, і тому не став переслідувати Гасдрубала (за що пізніше піддавався жорстокій критиці Катоном Старшим), зосередившись замість цього на карфагенських силах, що залишилися в Іспанії. Гасдрубал пройшов по землям басків (з якими, імовірно, склав союзну угоду) до південної Галлії. Підсиливши своє військо галльськими найманцями і перетнувши Альпи, він вторгся в Італію в спробі пробитися на з'єднання з італійською армією Ганнібала. В 207 році до н. е. в битві при Метаврі в Етрурії карфагенське військо було розгромлене Марком Лівієм Салінатором; в цій битві загинув і сам Гасдрубал.
Після Бекули Сципіон виступив проти армій Магона і Гасдрубала Гіскона. Значно підсиливши своє військо загонами місцевих іспанських племен, які проголосили його царем (хоча Сципіон відмовився прийняти цей титул), він мав чудову позицію для завдання іспанським силам карфагенян вирішального удару. Марк Сілан з 10000 піхоти і 500 кінноти вирушив форсованим маршем проти Магона. Армія Магона, підсилена прибулим з Карфагену підкріпленням на чолі з Ганноном, значно перевищувала сили римлян, але атака Сілана була цілковитою несподіванкою. Карфагеняни зазнали важкої поразки; їх місцеві союзники розбіглися, а Ганнон був захоплений в полон. Магон зібрав те, що залишилося від карфагенського війська, і відійшов до Гадеса (сучасний Кадіс) на з'єднання з армією Гасдрубала Гіскона, який, дізнавшись про поразку Ганнона, вирішив не приймати бою і вивести свої війська з-під можливого удару Сципіона.
До кінця 207 року римські армії Сілана і Сципіона займалися зміцненням римського контролю над півднем Іспанії і нападами на місцеві племена, які зосталися вірними Карфагену, з метою примусити їх перервати свої стосунки з Карфагеном, щоб позбавити карфагенян підтримки і підкріплень з боку іберів. Коли до Іспанії дійшли новини про поразку і загибель Гасдрубала при Метаврі, карфагеняни в Іспанії вже остаточно перейшли до оборони, укріпившись в декількох міцних фортецях на південному узбережжі. Обидві армії почали готуватися до фінальної битви за панування на Піренейському півострові.

### Остаточна перемога римлян
Зиму 207/206 років карфагеняни провели, стягуючи сили своїх останніх іспанських союзників і приймаючи підкріплення з Африки. Навесні 206 року Магон і Гасдрубал Гіскон виступили проти Сципіона, маючі в своїх лавах від 50000 до 70000 пішого війська, від 4000 до 5000 кінноти і 36 слонів. Сципіон також набрав велику кількість рекрутів серед іспанських племен; його військо було значно ослаблено необхідністю утримувати гарнізони на нещодавно завойованих територіях, і римські легіонери складали лише невелику частину його армії, яка налічувала близько 45000 вояків. Незважаючи на кількісну перевагу противника Сципіон виступив на зустріч карфагенянам до містечка Іліпа (сучасна Алькала-дель-Ріо поблизу Севільї). Нестачу кількості війська Сципіон чудово відшкодував воєнним талантом і вдалим тактичним маневром і в ході багатоденної битви при Іліпі наголову розгромив карфагенян. Магон і Гасдрубал Гіскон з рештками армії, яким пощастило уникнути різанини, прорвалися назад до Гадеса.
Після перемоги при Іліпі римське військо зайнялося придушенням останніх осередків карфагенського опору на півдні Іспанії; Сципіон також здійснив ризиковану подорож морем до Африки на переговори з Сіфаком. Після повернення з Африки Сципіон тяжко захворів; його хвороба підсилилася, коли армія вирушила проти Гадесу, і в якийсь час почали циркулювати чутки про то, що він помер. Римське військо вже тривалий час не отримувало платні — розорена війною Італія була неспроможна регулярно платити легіонерам, і серед римських гарнізонів в північній Іспанії, які не брали участі в бойових діях і тому не могли розраховувати на воєнну здобич і грабіжництво, зростало збурення. Влітку 206 року, отримавши фальшиве повідомлення про смерть Сципіона, збунтувався римський гарнізон на річці Сукрон. Можливо, в підбуренні легіонерів брали участь ібери, тому що в цей же час на північному сході Іспанії спалахнуло повстання іберів, очолене Індібілом і ватажком аусетанів Мандонієм. Однак повсталі легіонери не вдавалися до активних дій після того, як з'ясувалося, що Сципіон живий, і коли легіону було наказано явитися до Нового Карфагену начебто для видачі платні, він прибув туди в повному складі. Підбурювачі і призвідники заколоту були заарештовані і страчені, після чого повстання збурення швидко вщухло. Повсталі ібери були розбиті спочатку легатом Гаєм Лелієм, а потім самім Сципіоном; втім, тривале протистояння з іберами було римлянам невигідне. Сципіон погодився на переговори і пообіцяв зберегти обом ватажкам життя в обмін на виплату іберами контрибуції, достатньої для розрахунку з легіонерами, і видачу заручників. Мандоній був страчений пізніше, в 205 році; Індібілу пощастило втекти.
Після битви при Іліпі стало ясно, що карфагенська справа на Піренейському півострові остаточно програна. Гасдрубал Гіскон відплив до Африки, де йому вдалося привернути на свою сторону колишнього римського союзника Сіфака (згідно з повідомленням Тита Лівія, він прибув до Сіфака одночасно зі Сципіоном, але не рішився атакувати римлян в нейтральній гавані, що належала його можливому союзнику). Магон Барка, скориставшись тим, що римляни зайняті внутрішніми проблемами на півночі країни, здійснив морську вилазку з Гадесу, намагаючись захопити Новий Карфаген, однак гарнізону фортеці вдалося відбити карфагенський десант. Коли він повернувся назад до Гадесу, його не пустили до міста. Він відплив до Балеарських островів, де набрав військо місцевих аборигенів, після чого висадився в Лігурії (поблизу сучасної Генуї) в останній спробі вторгнутися в Італію з півночі і допомогти італійській армії Ганнібала. В 205 році він був розгромлений римлянами в Цизальпійській Галлії, як і Гасдрубал два роки тому. Гадес після відплиття Магона наприкінці 206 року без бою здався римлянам. Таким чином, Рим повністю очистив Іспанію від карфагенської присутності і став єдиним володарем країни. Під римським контролем опинилося все узбережжя від Піренеїв на північному сході до Альгарві на південному заході, на півночі територія римського контролю простягалася на захід удовж Піренеїв до сучасних Уескі і Сарагоси.
Про події війни після закінчення бойових дій в Іспанії див. Друга Пунічна війна.

## Кантабрійські війни

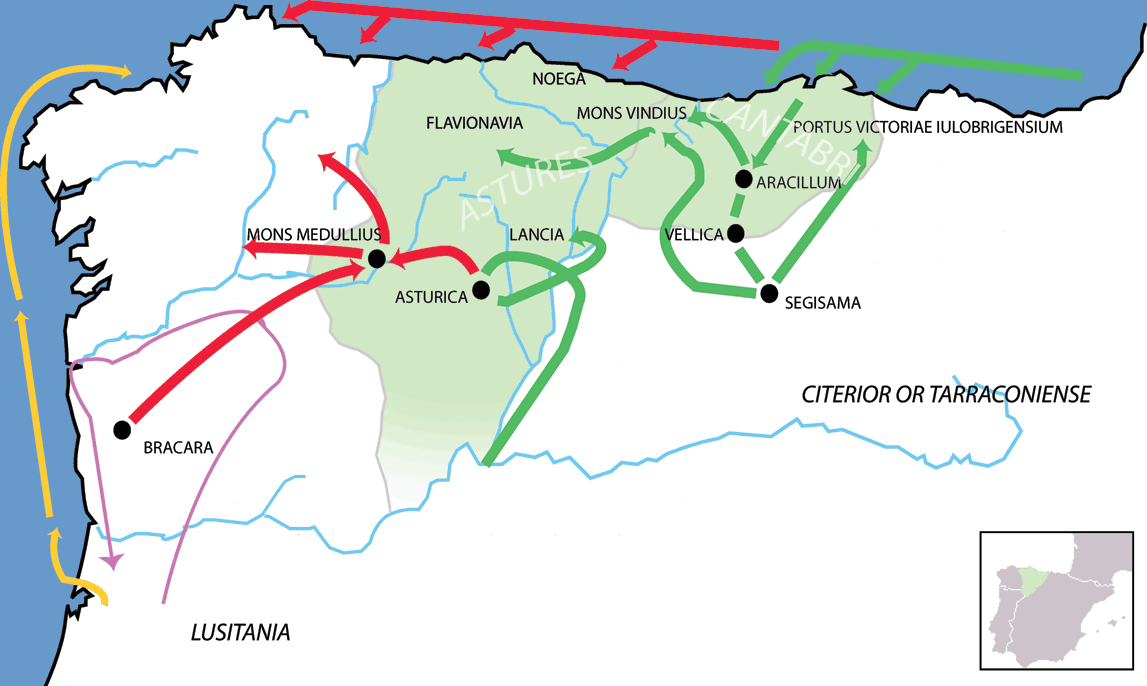
Кантабрійські війни
кампанія 25 до н.е.
кампанія 26 до н.е.

Кантабрійські війни 29 — 19 років до н.е. були заключним етапом римського завоювання Іспанії. Вони велися Римом на півночі півострова проти кантабрів і астурів. Точні причини конфлікту невідомі. Єдиним джерелом про них є короткі описи Флора й Оросія. Обидва римські історики зазначають, що винуватцями конфлікту були кантабри — вони нападали на сусідів, що були під протекцією Рима. Землі кантабрів були багаті на залізну руду, а у володіннях астурів була найбагатша на півострові золота копальня. Рим потерпав від нестачі золота та срібла після громадянських воєн.
29 року до н.е. римськими військами в Астурії й Кантабрії командував Тіт Статілій Тавр. У наступних 28 – 27 роках його замінив Секст Аппулей, який відсвяткував тріумф. 26 року римський імператор Август особисто прийняв командування в регіоні. Його війська розбили противника біля Велліки й здобули головну цитадель кантабрів — Гору Медулл. Август особисто прийняв їхню капітуляцію.
Від 25 року до н.е. війна велася лише проти астурів. Римськими військами командував Публій Карусій. Всупереч минулорічним невдачам, астури таємно розпочали наступ. Він захлинувся через зраду одного з племен — бригецинів, які сповістили Карусія. Той зненацька контратакував астурів й захопив їхнє місто Ланцію. Римляни здобули інші укріплення противника й вважали війну закінченою. Проте кантабри й астури не облишили спротив і продовжували вести партизанську війну ще 6 років. 
Перемога Риму в Кантабрійських війнах поклала край спротиву місцевих племен. За десятиріччя боротьби кантабрів і астурів не підтримали інші іспанські народи. Після жорстоких пацифікацій Піренейський півострів затих і був інкорпорований у римську адміністративно-господарську систему. Іспанія стала частиною Римської імперії й була поділена на нові провінції —  Тарраконіку, Лузітанію і Бетику. Тут були засновані нові міста-колонії — Августа-Емерита (Мерида, 25 до н.е.), Асурика-Августа (Асторга, 14 до н.е.), Цезар-Августа (Сарагоса, 14 до н.е.), Лукус-Августі (Луго, 13 до н.е) та інші. Римляни збільшили свою присутність на півострові, розмістивши тут вісім легіонів. Багато ветеранів римської армії оселилися в новостворених містах.